# Licença Arte Livre
A Licença Arte Livre (abr.: FAL, em francês:  Licence Art Libre) é uma licença copyleft que concede o direito de livremente copiar, distribuir, e transformar trabalhos criativos sem necessitar a permissão explícita do autor.
A Licença Arte Livre reconhece e protege estes direitos. Sua implementação foi reformulada a fim de permitir a cada um usar criações da mente humana de uma maneira criativa, apesar de seus tipos e modos de expressão.
Enquanto o acesso do público ao trabalho criativo usualmente é restrito pela implementação da lei do copyright, ele é promovido pela Licença Arte Livre. Esta licença pretende permitir o uso de recursos do trabalho; estabelecer novas condições para a criação a fim de aumentar as oportunidades de criação. A Licença Arte Livre concede o direito de usar um trabalho, e reconhece o proprietário do direito e os direitos e responsabilidades do usuário.
A invenção e o desenvolvimento de tecnologias digitais, a Internet e o software livre mudaram os métodos de criação: as criações da mente humana podem obviamente ser distribuídas, trocadas e transformadas. Elas permitem a produção de trabalhos comuns a cada um que possa contribuir para o benefício de todos.
O principal argumento para esta Licença Arte Livre é promover e proteger as criações da mente humana de acordo com os princípios do copyleft: liberdade de usar, copiar, distribuir, transformar e proibição de apropriação exclusiva.

## História
A licença foi escrita em julho de 2000 com contribuições da lista de discussão <copyleft_attitudeapril.org> e em particular com o apoio dos advogados Mélanie Clément-Fontaine e David Geraud e dos artistas Isabelle Vodjdani e Antoine Moreau.  Seguiram-se reuniões realizadas pela Atitude Copyleft que Antoine Moreau com os artistas reuniu em torno da revista Allotopie: Francis Deck, Antonio Gallego, Roberto Martinez e Emma Gall. Elas aconteceram no "Accès Local" em janeiro de 2000 e no "Public" em março de 2000, dois lugares de arte contemporânea em Paris.
Em 2003, Antoine Moreau organizou uma sessão no espaço EOF que trouxe junto centenas de autores para obter uma exposição de acordo com os princípios do copyleft com esta condição: "Livre ingresso se o trabalho é livre". Em 2005, escreveu um livro de memórias editado por Liliane Terrier intitulado Le copyleft appliqué à la création artistique. Le collectif Copyleft Attitude et la Licence Art Libre (Copyleft aplicado à criação artística. O coletivo Atitude Copyleft e a Licença Arte Livre).
Em 2007, versão 1.3 da Licença Arte Livre foi emendada para fornecer maior certeza legal e uma ótima compatibilidade com outras licenças copyleft.